# Grip russa
La grip russa (1889-1890) va ser una pandèmia de grip que va tenir lloc entre l'octubre de 1889 i el desembre de 1890, amb recurrències al març-juny de 1891, novembre de 1891-juny de 1892, primavera de 1893 i hivern de 1893-1894. Va causar la mort de prop d'1 000 000 de persones a tot el món.
La pandèmia va rebre el nom de grip asiàtica o grip russa, però no ha de confondre's amb l'epidèmia que va tenir lloc en 1977-1978 causat pel virus Influenza A/USSR/90/77 H1N1, que va ser coneguda amb el mateix nom.
Es creu que la grip russa de 1889 fou causada pel virus Influenzavirus A subtipus H2N2, encara que no se'n té certesa, donat les limitacions per a l'estudi virològic de l'època en què va succeir; més modernament s'ha atribuït a l'Influenzavirus A subtipus H3N8. La pandèmia es va iniciar a Sant Petersburg l'1 de desembre de 1889, es va disseminar ràpidament per Europa, donant la volta al món en sol 4 mesos. Va arribar als Estats Units només 70 dies després de l'inici. Va provocar una mortalitat relativament baixa de l'1 %, però a causa del gran nombre d'afectats, es creu que va causar la mort de prop d'1 000 000 de persones a tot el món.